# توني غري
توني غري (بالإنجليزية: Tony Grey)‏ هو عازف جاز بريطاني، ولد في 25 مارس 1975 في نيوكاسل أبون تاين في المملكة المتحدة.

## وصلات خارجية
- الموقع الرسمي
- توني غري على موقع ميوزك برينز (الإنجليزية)
- توني غري على موقع أول ميوزيك (الإنجليزية)
- توني غري على موقع ديسكوغز (الإنجليزية)